# Campanularia carduella
Campanularia carduella är en nässeldjursart som beskrevs av George James Allman 1885. Campanularia carduella ingår i släktet Campanularia och familjen Campanulariidae. Inga underarter finns listade i Catalogue of Life.